# دانيال بوكر
دانيال بوكر (بالإنجليزية: Daniel Bowker)‏ هو راكب الكنو أسترالي، ولد في 21 سبتمبر 1987.

## وصلات خارجية
- دانيال بوكر على موقع أوليمبيديا (الإنجليزية)
- دانيال بوكر على موقع اللجنة الأولمبية الأسترالية (الإنجليزية)